# Parham (Antigua och Barbuda)
Parham är parishhuvudort i Antigua och Barbuda.   Parham ligger i parishen Parish of Saint Peter, i den centrala delen av landet, 8 kilometer öster om huvudstaden Saint John's. Parham ligger 18 meter över havet och antalet invånare är 969. Parham ligger på ön Antigua.
Terrängen runt Parham är platt. Åt nordost är det nära till havet från Parham. Närmaste större samhälle är Saint John's, 8 kilometer väster om Parham. 
Omgivningarna runt Parham är en mosaik av jordbruksmark och naturlig växtlighet. Runt Parham är det ganska tätbefolkat, med 222 invånare per kvadratkilometer.